# Babice (okres Praha-východ)
Babice (německy Babitz) jsou obec v okrese Praha-východ ve Středočeském kraji. Rozkládají se přibližně 23 kilometrů východně od centra Prahy a 5 kilometrů východně od Říčan. Žije zde přibližně 1 500 obyvatel.
V obci se nachází soukromá škola Open Gate. Babicemi protéká potok Výmola, který zásoboval vodou nyní již zaniklé koupaliště.

## Historie
Obec Babice vznikla nejspíše ve 13. století, první písemná zpráva o Babicích pochází z roku 1381. Místní správa se nevyvíjela, což dokládá i absence jakéhokoliv vrchnostenského sídla. Náležely tedy pod správu jiných panství a velkostatků. V 18. století patřily Babice do řádového panství Uhříněves. V obci existovala vedle poplužního dvora i vrchnostenská palírna a hostinec. Babice (Velké i Malé) v podstatě nepřetržitě po celou dobu trvání patrimoniální správy byly součástí církevního řádového panství Uhříněves (mj. templáři, řád německých rytířů). V 18. století dochází k růstu významu Babic pro daný region, vznikla zde i pro potřeby okolních obcí dvoutřídní škola.
Pozoruhodný je vývoj obce Babice od počátku 20. století s kulminačním bodem ve 20. letech. Babice se stávají jednou z rekreačních oblastí pražské malé a střední buržoazie, která si zde začala budovat svá rekreační sídla. Tento vývoj přerušila hospodářská krize ve 30. letech a již se v původní podobě neobnovil. Po druhé světové válce zde dochází k budování nových rekreačních struktur, masové šíření chataření.
V dalších letech dochází k citelnému úbytku obyvatel Babic, kteří odcházejí do Prahy a také do Říčan, kde dostávají velmi lehce byty. To má za následek špatnou prosperitu služeb, dochází k uzavírání obchodu, v obci nejsou téměř žádné služby. Spolu s úbytkem obyvatel dochází i k úbytku dětí a je zrušena základní škola v Babicích. V obci zůstává pouze jedna restaurace, je zrušen provoz hotelu. Úbytek obyvatel byl zastaven v roce 1992. Obecní zastupitelstvo zadalo vypracování územního plánu obce, řada pozemků byla vyčleněna pro stavbu rodinných domů. V obci jsou v současné době dva obchody, tři autoservisy, tenisové kurty, kadeřnictví, jezdecký oddíl, restaurace. Před sčítáním lidu bylo v obci 156 občanů trvale bydlících. Po sčítání lidu v roce 2001 je zaznamenán poměrně výrazný vzrůst trvale bydlících obyvatel obce. Místní stavební firma vybudovala čističku odpadních vod a kanalizaci. V současné době je v Babicích i místní sportovní klub zaměřený na Rugby, mající obrovskou dětskou základnu (vzhledem k počtu obyvatel).
Právo užívat znak a vlajku bylo obci uděleno rozhodnutím předsedy Poslanecké sněmovny Parlamentu České republiky dne 21. září 2005.

### Územněsprávní začlenění
Dějiny územněsprávního začleňování zahrnují období od roku 1850 do současnosti. V chronologickém přehledu je uvedena územně administrativní příslušnost obce v roce, kdy ke změně došlo:
- 1850 země česká, kraj Praha, politický okres Jílové, soudní okres Říčany[6]
- 1855 země česká, kraj Praha, soudní okres Říčany[6]
- 1868 země česká, politický okres Český Brod, soudní okres Říčany[6]
- 1898 země česká, politický okres Žižkov, soudní okres Říčany[7]
- 1921 země česká, politický okres Žižkov sídlo Říčany, soudní okres Říčany[8]
- 1925 země česká, politický i soudní okres Říčany[9]
- 1939 země česká, Oberlandrat Praha, politický i soudní okres Říčany[10]
- 1942 země česká, Oberlandrat Praha, politický okres Praha-venkov-jih, soudní okres Říčany[11]
- 1945 země česká, správní i soudní okres Říčany[12]
- 1949 Pražský kraj, okres Říčany[13]
- 1960 Středočeský kraj, okres Praha-východ[14]

### Rok 1932
V obci Babice (přísl. Babičky, 463 obyvatel) byly v roce 1932 evidovány tyto živnosti a obchody: holič, kapelník, krejčí, 4 hostince, 2 lomy, malíř pokojů, obuvník, pekař, řezník, 3 obchody se smíšeným zbožím, 2 trafiky, truhlář, zámečník.

## Obyvatelstvo
| Rok            | 1869 | 1880 | 1890 | 1900 | 1910 | 1921 | 1930 | 1950 | 1961 | 1970 | 1980 | 1991 | 2001 | 2011 | 2021  |
| -------------- | ---- | ---- | ---- | ---- | ---- | ---- | ---- | ---- | ---- | ---- | ---- | ---- | ---- | ---- | ----- |
| Počet obyvatel | 452  | 471  | 462  | 394  | 437  | 444  | 391  | 361  | 348  | 288  | 236  | 186  | 264  | 843  | 1 415 |
| Počet domů     | 60   | 71   | 76   | 71   | 83   | 88   | 104  | 156  | 102  | 88   | 86   | 110  | 138  | 268  | 483   |

## Pamětihodnosti

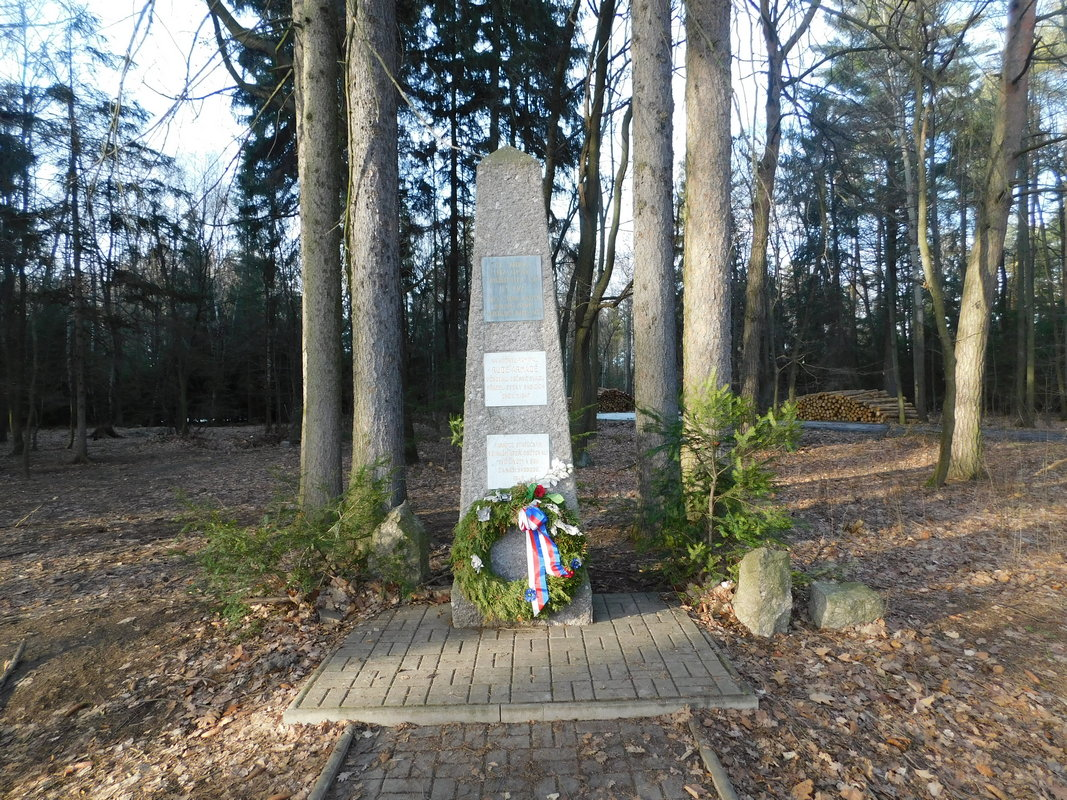
Zde tábořila Rudá armáda osvoboditelka ČSR 9. V. 1945

- Na okraji lesa nedaleko obce se nachází památník, postavený v roce 1947, připomínající pobyt vojáků Rudé armády pod velením generála Jeremenka v květnu 1945.
- Na jihovýchod od vsi se nacházela nyní již zaniklá ves Janovice.

## Doprava
Dopravní síť
- Pozemní komunikace – Obcí prochází silnice III. třídy.
- Železnice – Železniční trať ani stanice na území obce nejsou. Nejbližší železniční stanicí jsou Říčany ve vzdálenosti 5 km ležící na trati 221 vedoucí z Prahy do Benešova.

Veřejná doprava 2011
- Autobusová doprava – V obci měly zastávky příměstské autobusové linky Praha, Depo Hostivař – Doubek (v pracovních dnech 15 spojů, o víkendech 4 spoje) (dopravce Dopravní podnik hl. m. Prahy, a. s.) a Mukařov – Doubek – Říčany – Modletice – Jesenice (pouze v pracovních dnech 6 spojů) (dopravce Arriva Praha, s. r. o.).

## Fotogalerie

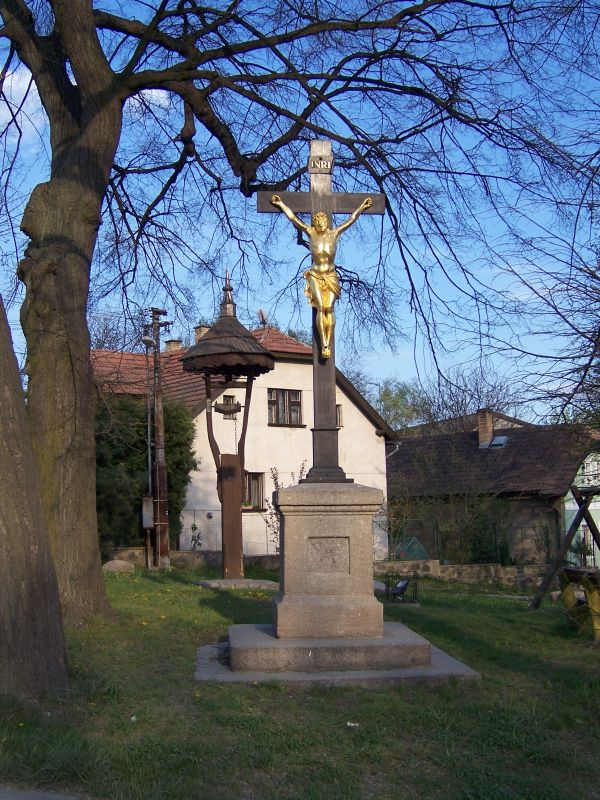
Kříž na návsi
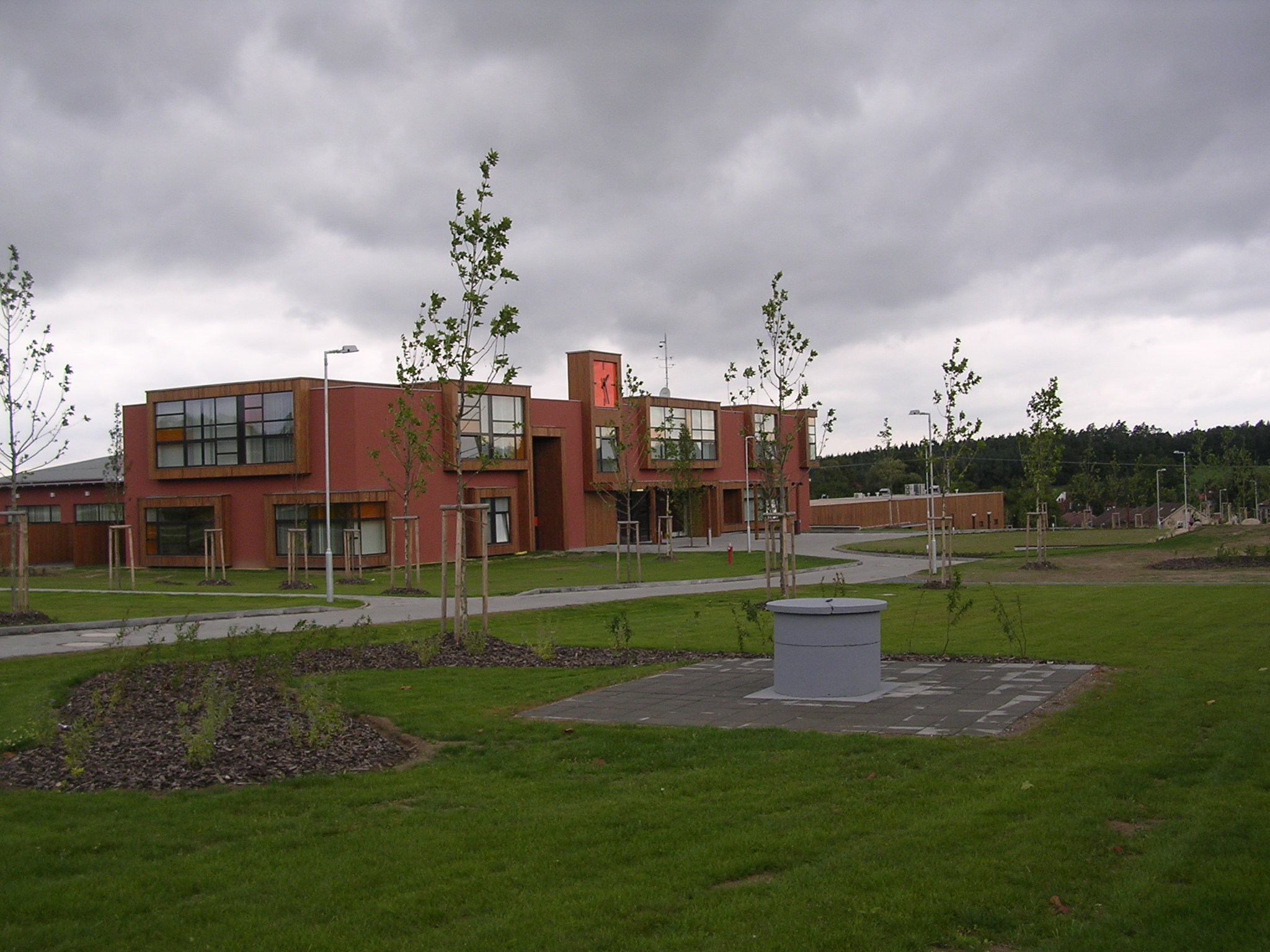
Soukromé gymnázium Open Gate
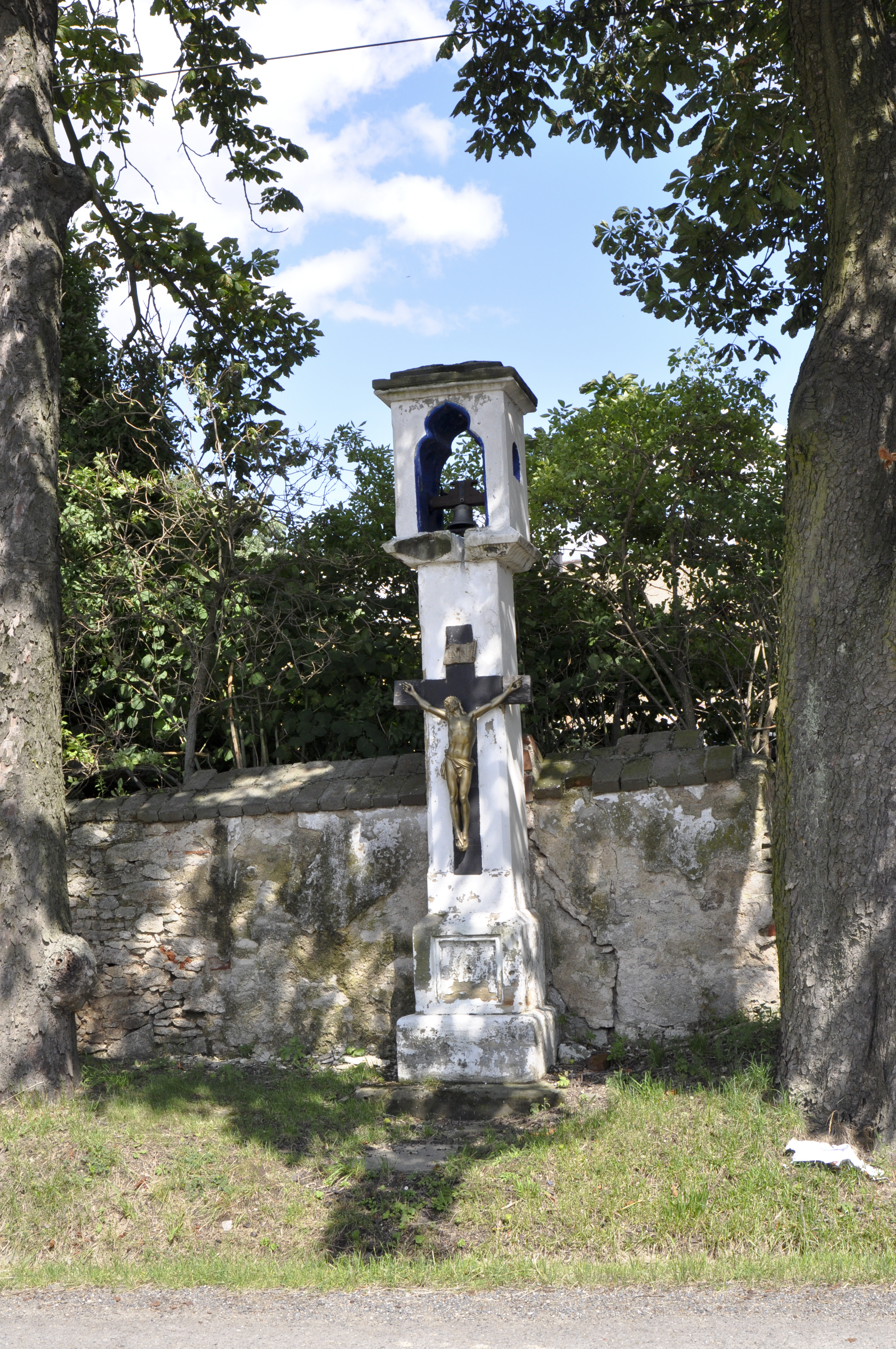
Zvonička